# Selmar Schönland
Selmar Schönland (Frankenhausen, Alemanya, 15 d'agost de 1860 - Grahamstown, província del Cap Oriental a Sud-àfrica, 22 d'abril de 1940) fundador del Departament de Botànica de la Universitat de Rhodes.

## Biografia
Era un immigrant alemany, que va arribar a la part oriental de la Colònia del Cap el 1889 per prendre una feina com a conservador del Museu d'Albany. Va arribar a Grahamstown mitjançant un doctorat a la Universitat d'Hamburg i un lloc a la Universitat d'Oxford (1886–1889 com a conservador de l'Herbari Fielding i professor de botànica). Treballant amb el professor Sir Isaac Bayley Balfour i el professor Sydney Howard Vines, va desenvolupar un interès per la família Crassulaceae i va aportar un capítol d'aquest grup a Natürl. Pflanzenfamilien d'Engler & Prantl.
Mentre estava a Oxford, va traduir, amb Edward Bagnall Poulton i Arthur Shipley, "Assaigs sobre l'herència i problemes biològics afins" d'August Weismann.
L'arribada al museu de Grahamstown li va donar l'oportunitat d'ampliar els seus interessos i desenvolupar el segon herbari més gran de Sud-àfrica que havia estat fundat per W. G. Atherstone el 1860. El seu sogre, Peter MacOwan, havia estat el seu conservador honorari des del 1862 fins al 1869 abans de traslladar-se a Somerset East. Quan MacOwan es va retirar del seu lloc posterior com a director del Jardí Botànic de Ciutat del Cap i comissari de l'Herbari del Govern del Cap, va tornar a Grahamstown i va ajudar a Schonland en el desenvolupament de l'herbari local. El descendent irlandès Henry George Flanagan del Cap Oriental va contribuir a aquest Herbari amb exemplars, tant a Grahamstown com a Ciutat del Cap.
Schonland es va dirigir a un dels administradors de Rhodes, el doctor Leander Starr Jameson, per ajudar-lo en el finançament. Jameson, que aviat seria elegit membre del Parlament d'Albany i primer ministre de la Colònia del Cap, va prometre 50.000 lliures lliures sense consultar els seus companys de confiança. Al principi es van negar a confirmar la subvenció; després, persuadits per Schonland, van ingressar les accions preferents de De Beers per valor de 50.000 lliures al Rhodes University College, fundat per Decret del Parlament el 31 de maig de 1904. Quan Schonland es va jubilar, el Departament de Botànica i la Universitat de Rhodes s'havia convertit en un centre establert d'investigació i aprenentatge taxonòmic a Sud-àfrica. Va tenir un paper principal a l'Estudi de la botànica de Sud-àfrica, que havia estat iniciat per Pole Evans.
Va ser membre fundador de la South African Association for the Advancement of Science, membre honorari de la Geological Society of South Africa, membre fundador i membre de la Royal Soc. de S. Afr.
El seu nom originalment s'escrivia Schönland, però més tard va eliminar la dièresi.
Selmar Schonland es va casar amb la filla de Peter MacOwan, Flora, el 1895 i va ser el pare de Sir Basil Schonland, que va contribuir en gran manera a la investigació dels llamps i al desenvolupament del radar.

## Epònims
Schoenlandia L.Bol., Euphorbia schoenlandii Pax, Brachystelma schonlandianum Schltr. i Sebaea schoenlandii Schinz.

## Publicacions
- August Weismann: Essays upon Heredity and Kindred Biological Problems: Clarendon Press, Oxford (1889) : (Co-translator)
- Botanical Survey of SA : Phanerogamic Flora of the Division of Uitenhage and Port Elizabeth : Memoir No.1 (1919)
- Botanical Survey of SA : South African Cyperaceae : Memoir No.3
- Revision of the South African species of Rhus : Bothalia (1930)